# Thoras
Thoras község Franciaország Auvergne-Rhône-Alpes régiójában, Haute-Loire megyében. 2016. január 1-jén a korábbi Thoras és Croisances község egyesült. Az így létrejött Thoras új község átvette (megtartotta) a korábbi Thoras nevet.
Lakosainak száma 235 fő (2022. január 1.). Thoras Bel-Air-Val-d'Ance, Chanaleilles, Saint-Paul-le-Froid, Saint-Vénérand, Esplantas-Vazeilles, Saint-Préjet-d’Allier és Alleyras községekkel határos.

## Népesség
A település népessége az elmúlt években az alábbi módon változott:
| Lakosok száma | 229  | 226  | 222  | 218  | 226  | 235  |
|               | 2017 | 2018 | 2019 | 2020 | 2021 | 2022 |